# Step Masajów
Step Masajów (ang.: Masai Steppe) – wyżyna w północnej Tanzanii, leżąca na południe od masywów Kilimandżaro i Meru. Średnia wysokość wynosi 1000–1200 m n.p.m., wysokość maksymalna ok. 2000 m n.p.m. Występuje uboga sieć rzeczna. Na wyżynie dominuje roślinność trawiasta, dzięki czemu możliwy jest wypas bydła. W północno-zachodniej części wyżyny znajduje się Park Narodowy Tarangire.